# Herman Chernoff
Pour les articles homonymes, voir Chernoff.
Herman Chernoff (né le 1er juillet 1923  à New York) est un mathématicien, physicien et statisticien américain, ancien professeur au Massachusetts Institute of Technology et désormais à l'université d'Harvard.
En 2012 il a été distingué comme « fellow of the American Mathematical Society ».